# Atomkraft
Atomkraft (нем.- Атомная Энергия) — хэви-метал-группа, является одним из представителей Новой волны британского хэви-метала. Группа существовала с 1979 по 1988 гг. В 2005 году образовалась снова.

## История

### Moral Fibre
Корни Atomkraft относятся ко времени лета 1979 года, когда Тони Долан и Пол Спиллетт собрались с намерением сформировать группу. Первоначально они выступали под названием Moral Fibre и играли панк-рок, позже они приняли на работу гитаристов Иана Легга и Криса Тэйлора. Иан Легг позднее ушел, и его заменил Шон Дрю, который также впоследствии ушел. Однако группа продолжала действовать, как трио.

### Atomkraft
При возвращении из тура в Бремене, Западная Германия, Крис подарил своим товарищам по группе значки, на которых был написан экологический лозунг ‘Atomkraft, Nein Danke!’ (нем. — Атомная энергия, Нет, спасибо!), им понравилось слово «Atomkraft», и они приняли его как название группы, полагая, что это подходит к их «металлическому» звуку. В попытке играть больше металла и меньше панка они даже избавились от Криса.
После испытания нескольких гитаристов они взяли Стива Вайта, а Марк Ирвайн присоединился на басе. С Тони на гитаре и вокалах и Полом на барабанах их стало четверо. Родители Марка отнеслись неодобрительно к его образу жизни металлиста и убедили его оставить группу. Тони переключился назад на бас, и группа была в состоянии продолжать.

### Demon
В 1981 году группа сделала запись четырех песен демоальбома «Demon» в студии Impulse studio.

### Расформирование
Их турне 1988 года завершилось в Катовице, Польша, на стадионе «Spodek». По завершении тура Иан оставил группу также, как и Тони (кому предложили место в Venom как замена для Cronos'а), и несмотря на попытки Джеда принять на работу кого-то еще, группа распалась в 1988 году.

### Восстановление
В 2004 году Sanctuary Records выпустили антологию Atomkraft. С возобновившимся интересом к группе Тони воссоздал Atomkraft для живых концертов и нового альбома. Новый состав включает Пера Хулкоффа (Payre Hulkoff) на гитаре и Стива Мэйсона (Steve Mason)на барабанах.

## Дискография
- 1981 — Demon — Demo
- 1983 — Total Metal — Demo
- 1985 — Pour the Metal In — Demo
- 1985 — Future Warriors — LP
- 1986 — Queen of Death — EP
- 1987 — Conductors of Noize — Mini LP
- 2004 — Total Metal: The Neat Anthology — Compilation CD
- 2011 — Cold Sweat EP

## исполнители

### Гитары
- Иан Легг (1979)
- Крис Тэйлор (1979)
- Шон Дрю (1979—1983)
- Стив Вайт (1980—1983) (Venom, War Machine)
- Нейл Рандр (1985)
- Роб Мэтью (1985—1988) (Agankast)
- Raggy (1986)

### Бас
- Марк Ирвайн (1981—1982)
- Darren «D.C. Rage»(1986—1988)

### Барабаны
- Пол Спиллет (1979—1983)
- IG (1986)
- Ged «Wolf» Cook (1985—1988) (Tysondog)